# Champhai
Champhai è una città dell'India di 26.430 abitanti, capoluogo del distretto di Champhai, nello stato federato del Mizoram. In base al numero di abitanti la città rientra nella classe III (da 20.000 a 49.999 persone).

## Geografia fisica
La città è situata a 23° 29' 60 N e 93° 18' 34 E.

## Società

### Evoluzione demografica
Al censimento del 2001 la popolazione di Champhai assommava a 26.430 persone, delle quali 13.324 maschi e 13.106 femmine. I bambini di età inferiore o uguale ai sei anni assommavano a 3.987, dei quali 2.077 maschi e 1.910 femmine. Infine, coloro che erano in grado di saper almeno leggere e scrivere erano 21.218, dei quali 10.834 maschi e 10.384 femmine..